# 土屋櫻子
土屋 櫻子（つちや さくらこ、1997年4月10日 - ）は東京都出身、スマイルプロモーション所属の女優。

## 人物
- 趣味:携帯小説を読むこと。
- 特技:バスケ・マラソン。
- 好きな曲:ポニーテールとシュシュ。
- 弟が3人おり、休日は一緒に遊んでいる。

## 出演

### 映画
- 「ブルックリン橋をわたって」監督:横山浩之（2011年12月公開）クラスメイト 役

### TV
- 「ピラメキーノ」子役恋物語シーズン14（2010年3月4日 - 10日、テレビ東京）
- 第24回フジテレビヤングシナリオ大賞「Dear ママ」（2012年12月23日、フジテレビ） - 牧田七海 役

### CM
- テーブルマーク「爆炒」篇（2010年9月）

### VP
- 任天堂 「Wii」（2007年9月）

### 書籍等
- pure2 ピュア☆ピュア Vol.47（2008年3月7日、辰巳出版）ISBN 978-4777805129
- フォトテクニック デジタル 2009年8月号（2009年7月20日、玄光社）
- ニコ☆プチ12月号（2009年10月22日、新潮社）
- ニコ☆プチ6月号（2010年4月22日、新潮社）
- Girls! Vol.31（2010年7月22日、双葉社）ISBN 978-4575451672